# Рекомбинантная структура
Рекомбинантная структура (англ. Recombinant structure) — гибридная (англ. recombination — рекомбинация) нуклеиновая кислота (ДНК или РНК) или белок, полученные в результате объединения in vitro чужеродных фрагментов и содержащие новые сочетания последовательностей нуклеотидов или аминокислот соответственно.

## Описание
Рекомбинация — процесс обмена генетическим материалом путём разрыва и соединения разных молекул нуклеиновых кислот, то есть перераспределение генетического материала, приводящее к созданию новых комбинаций генов. В естественных условиях рекомбинация у эукариот — обмен участками хромосом в процессе клеточного деления. У прокариот рекомбинация осуществляется при передаче ДНК путём конъюгации, трансформации или трансдукции, либо в процессе обмена участками вирусных геномов. Методы генной инженерии значительно расширили возможности рекомбинационных обменов и позволяют, в отличие от естественной рекомбинации, получать гибридные молекулы нуклеиновых кислот, содержащие практически любые чужеродные фрагменты. Суть этой технологии заключается в соединении фрагментов ДНК in vitro с последующим введением рекомбинантных генетических структур в живую клетку. Генно-инженерные манипуляции стали возможны после открытия рестриктаз (ферментов, разрезающих ДНК строго в определённых участках) и лигаз (ферментов, сшивающих двухцепочечные фрагменты ДНК). С помощью этих ферментов получают определённые фрагменты ДНК и соединяют их в единое целое. Для такого искусственного объединения безразлично происхождение ДНК, между тем как в природе объединению генетической информации чужеродных организмов препятствуют механизмы межвидовых барьеров. Первую рекомбинантную молекулу ДНК, состоящую из фрагмента ДНК вируса OB40 и бактериофага λ с галактозным опероном E. coli, в 1972 году создали Берг с сотрудниками.
Техника генной инженерии включает несколько последовательных процедур:
- выделение нужного (целевого) гена;
- встраивание его в генетический элемент, способный к репликации (вектор);
- введение вектора в организм-реципиент;
- идентификация (скрининг) и отбор клеток, которые приобрели желаемый ген или гены.

Белки, полученные генно-инженерным способом, то есть транслируемые с рекомбинантных ДНК, также называются рекомбинантными. Технология рекомбинантных ДНК оказала существенное воздействие на развитие современной биологии, позволив решать многие теоретические задачи, например, определять функции белков, изучать механизмы регуляции экспрессии генов. С помощью технологии создания рекомбинантных структур были открыты и изучены: мозаичное строение генов у высших организмов, транспозоны бактерий и мобильные диспергированные элементы высших организмов, онкогены и т. д. Рекомбинантные структуры нашли широкое применение в промышленной биотехнологии, включая производство ферментов, гормонов, интерферонов, антибиотиков, витаминов и многих других продуктов для фармакологии и пищевой промышленности, на получение которых ранее затрачивалось много времени и средств. Методом рекомбинантных ДНК были получены генетически модифицированные растения и трансгенные животные, обладающие новыми полезными для человека свойствами. Рекомбинантные структуры используются в медицине в методах генной терапии, диагностике и создании рекомбинантных вакцин.